# Ceromitia heteroloba
Ceromitia heteroloba là một loài bướm đêm thuộc họ Adelidae. Loài này có ở Nam Phi.